# Ghiacciaio Canada
Il ghiacciaio Canada è un ghiacciaio lungo circa 12 km situato nella regione centro-occidentale della Dipendenza di Ross, in Antartide. Il ghiacciaio, il cui punto più alto si trova a circa 1600 m s.l.m., si trova in particolare nella zona orientale della dorsale Asgard, dove fluisce verso sud-est partendo dal versante sud-occidentale del monte McLennan e scorrendo giù per il versante nord-occidentale della valle di Taylor, fino a giungere sul fondo di quest'ultima. Questo ghiacciaio riceve meno di 10 centimetri di neve all'anno ed è (tecnicamente) un ecosistema desertico. Il suo parziale scioglimento stagionale alimenta il lago Hoare, a ovest, e il lago Fryxell, a est.

## Storia
Il ghiacciaio Canada è stato scoperto e così battezzato dalla squadra occidentale della spedizione Terra Nova condotta dal 1910 al 1913 e comandata dal capitano Robert Falcon Scott. Tra i membri di spicco di quella squadra vi era Charles Seymour Wright, un fisico canadese, e il ghiacciaio fu chiamato così proprio in omaggio alla nazione di Wright.

## Conservazione
Un'area di circa 1 km² sul lato orientale del ghiacciaio è protetta ai sensi del Trattato Antartico come Area Specialmente Protetta dell'Antartide (codice ASPA 131) poiché la flora qui presente è una delle più varie e rigogliose tra quelle presenti nella regione delle valli secche di McMurdo.  Il sito comprende pendii liberi dal ghiaccio in cui in estate scorrono rivoli di acqua che vanno a formare piccoli stagni, il che lo rende uno dei luoghi più ricchi di acqua di tutta la regione delle valli secche. Oltre a questo lo sviluppo della suddetta flora è anche agevolato dalla protezione dal forte vento offerta dallo stesso ghiacciaio..

## Mappe

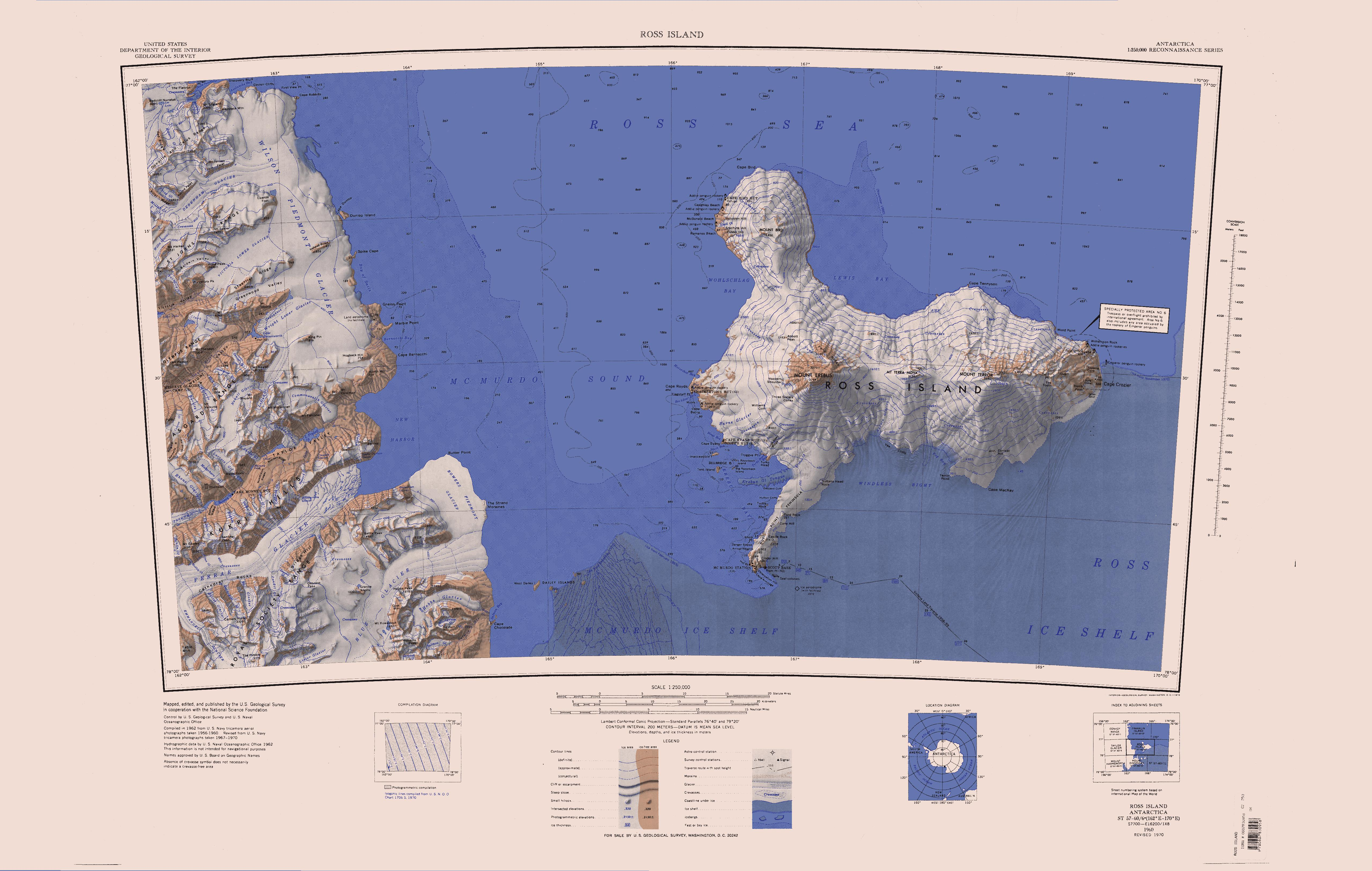
Nella parte sud-occidentale di questa mappa in scala 1:250 000 realizzata dallo USGS è possibile vedere il flusso del ghiacciaio Canada.